# Kansas City Film Critics Circle Award/Bester Film
Der Kansas City Film Critics Circle Award für den besten Film ist ein jährlich verliehener Filmpreis des Kansas City Film Critics Circle. 

## Preisträgerinnen

### 1960er
| Jahr | Sieger                            | Regisseur        |
| ---- | --------------------------------- | ---------------- |
| 1966 | Wer hat Angst vor Virginia Woolf? | Mike Nichols     |
| 1967 | Bonnie und Clyde                  | Arthur Penn      |
| 1968 | 2001: Odyssee im Weltraum         | Stanley Kubrick  |
| 1969 | Midnight Cowboy                   | John Schlesinger |

### 1970er
| Jahr | Sieger                                        | Regisseur             |
| ---- | --------------------------------------------- | --------------------- |
| 1970 | Five Easy Pieces – Ein Mann sucht sich selbst | Bob Rafelson          |
| 1970 | Patton – Rebell in Uniform                    | Franklin J. Schaffner |
| 1971 | Brennpunkt Brooklyn                           | William Friedkin      |
| 1972 | Uhrwerk Orange                                | Stanley Kubrick       |
| 1973 | American Graffiti                             | George Lucas          |
| 1974 | Der Dialog                                    | Francis Ford Coppola  |
| 1975 | Nashville                                     | Robert Altman         |
| 1976 | Rocky                                         | John G. Avildsen      |
| 1977 | Der Stadtneurotiker                           | Woody Allen           |
| 1978 | Innenleben                                    | Woody Allen           |
| 1979 | Kramer gegen Kramer                           | Robert Benton         |

### 1980er
| Jahr | Sieger                        | Regisseur        |
| ---- | ----------------------------- | ---------------- |
| 1980 | Eine ganz normale Familie     | Robert Redford   |
| 1981 | Jäger des verlorenen Schatzes | Steven Spielberg |
| 1982 | E.T. – Der Außerirdische      | Steven Spielberg |
| 1983 | Comeback der Liebe            | Bruce Beresford  |
| 1983 | Zeit der Zärtlichkeit         | James L. Brooks  |
| 1984 | Reise nach Indien             | David Lean       |
| 1985 | Der einzige Zeuge             | Peter Weir       |
| 1986 | Mission                       | Roland Joffé     |
| 1986 | Salvador                      | Oliver Stone     |
| 1987 | Mondsüchtig                   | Norman Jewison   |
| 1988 | Rain Man                      | Barry Levinson   |
| 1989 | Glory                         | Edward Zwick     |

### 1990er
| Jahr | Sieger                   | Regisseur         |
| ---- | ------------------------ | ----------------- |
| 1990 | Goodfellas               | Martin Scorsese   |
| 1991 | Das Schweigen der Lämmer | Jonathan Demme    |
| 1992 | The Player               | Robert Altman     |
| 1992 | Erbarmungslos            | Clint Eastwood    |
| 1993 | Schindlers Liste         | Steven Spielberg  |
| 1994 | Pulp Fiction             | Quentin Tarantino |
| 1995 | Apollo 13                | Ron Howard        |
| 1996 | Larry Flynt              | Miloš Forman      |
| 1997 | Titanic                  | James Cameron     |
| 1998 | Der Soldat James Ryan    | Steven Spielberg  |
| 1999 | American Beauty          | Sam Mendes        |

### 2000er
| Jahr | Sieger                                      | Regisseur            |
| ---- | ------------------------------------------- | -------------------- |
| 2000 | Traffic – Macht des Kartells                | Steven Soderbergh    |
| 2001 | Der Herr der Ringe: Die Gefährten           | Peter Jackson        |
| 2002 | About Schmidt                               | Alexander Payne      |
| 2003 | Der Herr der Ringe: Die Rückkehr des Königs | Peter Jackson        |
| 2004 | Million Dollar Baby                         | Clint Eastwood       |
| 2005 | München                                     | Steven Spielberg     |
| 2006 | United 93                                   | Paul Greengrass      |
| 2007 | There Will Be Blood                         | Paul Thomas Anderson |
| 2008 | Slumdog Millionär                           | Danny Boyle          |
| 2009 | Up in the Air                               | Jason Reitman        |

### 2010er
| Jahr | Sieger             | Regisseur                                                                                           |
| ---- | ------------------ | --------------------------------------------------------------------------------------------------- |
| 2010 | The Social Network | David Fincher                                                                                       |
| 2011 | The Descendants    | Alexander Payne                                                                                     |
| 2012 | The Master         | Paul Thomas Anderson                                                                                |
| 2013 | 12 Years a Slave   | Brad Pitt, Dede Gardner, Jeremy Kleiner, Bill Pohlad, Steve McQueen, Arnon Milchan, Anthony Katagas |
| 2014 | Birdman            | Alejandro González Iñárritu, John Lesher, Arnon Milchan, James W. Skotchdopole                      |
| 2015 | Mad Max: Fury Road | Doug Mitchell, George Miller, P. J. Voeten                                                          |

### Mehrfache Preisträger
| Anzahl der Titel | Regisseur                                                                           |
| ---------------- | ----------------------------------------------------------------------------------- |
| 4                | Steven Spielberg                                                                    |
| 2                | Woody Allen, Robert Altman, Paul Thomas Anderson, Peter Jackson und Stanley Kubrick |